# John Flaxman

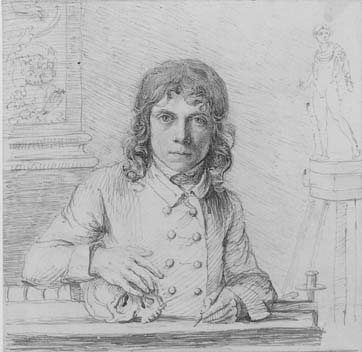
John Flaxman (Selbstporträt)

John Flaxman RA (* 6. Juli 1755 in York; † 7. Dezember 1826 in London) war ein britischer Bildhauer und Medailleur.

## Leben und Wirken

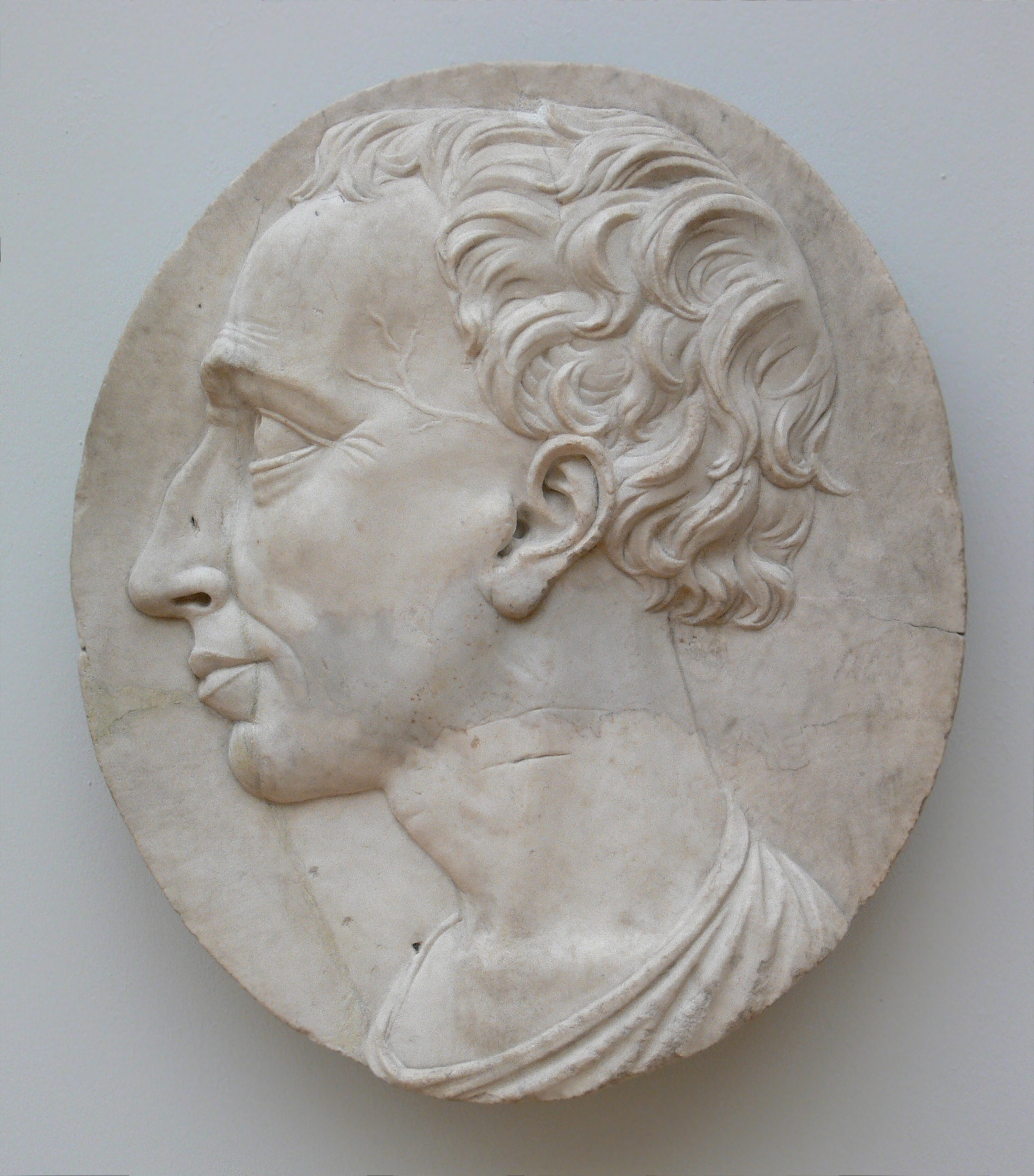
John Flaxman: Marmorporträt (stellt wohl Johann Heinrich Füssli dar), um 1800

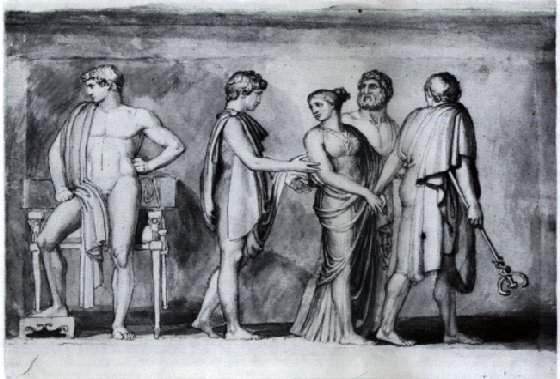
John Flaxman: Briseis vor Achilles, Illustration zu Popes Übersetzung der Ilias, 1805

Flaxman war der Sohn des Gipsgießers John Flaxman. Der Bildhauer William Flaxman war sein Bruder, die Malerin Mary Ann Flaxman seine Stiefschwester. Bereits 1756 kam Flaxman zusammen mit seiner Familie nach London. Dort bekam er in der Werkstatt des Vaters eine erste künstlerische Anleitung. Neben der sehr kurzen Schulzeit war dies die ganze Basis von Flaxmans Wissen.
Durch seine Begabung fiel er dem Bildhauer George Romney und dem Reverend A. S. Mathew auf. Von beiden gefördert, konnte Flaxmann bereits 1767 einige Figurinen auf einer Ausstellung der Free Society of Arts ausstellen. Mit 15 Jahren wurde auf einer Ausstellung der Academy of Arts Flaxmans Wachsmodell eines Neptuns mit einer Silbermedaille prämiert.
Noch im selben Jahr wurde Flaxman Mitglied der Akademie und schloss dort sehr schnell Bekanntschaft mit Thomas Stothard und William Blake. Nach eigenem Bekunden lernte er in dieser Zeit am meisten. 1775 warb ihn Thomas Bentley für die Firma Wedgwood ab. Josiah Wedgwood engagierte Flaxman für seine Porzellanfabrik „Etruria“.
Mit den Entwürfen von Flaxman begann auch der wirtschaftliche Höhenflug der Firma Wedgwood. Nebenbei fand er aber noch genügend Möglichkeiten, sich künstlerisch zu betätigen; u. a. entwarf er für verschiedene Persönlichkeiten Grabmäler.
Mit 27 Jahren heiratete Flaxman 1782 Ann Denmann, die Ehe blieb kinderlos. Fünf Jahre später unternahm Flaxman, mit einem großzügigen Stipendium der Firma Wedgwood ausgestattet, eine Studienreise nach Rom. Auf dieser Reise begleitete ihn seine Frau. In Rom fertigte der Bildhauer 1793 als Auftragsarbeit und eher nebenbei Zeichnungen zu Homers Ilias an, die 1795 von Tommaso Piroli (1752 oder 1750–1824) in Kupfer gestochen wurden. Es folgten Zeichnungen  zur Odyssee, gestochen von William Blake. Diese klassizistischen Umrisszeichnungen begründeten seinen Ruhm. Sie wurden stilbildend für weitere Künstler (z. B. die klassischen Illustrationen von Moritz Retzsch zu Goethes Faust I).
Im Sommer 1794 kehrte Flaxman zusammen mit seiner Frau aus Rom zurück und ließ sich in London als freischaffender Künstler nieder. 1797 berief ihn die Akademie zu ihrem Beisitzer, und drei Jahre später wurde er als ordentliches Mitglied auch aufgenommen. 1802 ging Flaxman studienhalber nach Paris. Als Mitglied der Akademie standen ihm zwar alle Türen offen; hinderlich wirkte sich allerdings eine bisweilen recht intolerante Haltung in religiösen Dingen aus.
Das einzige, das Flaxman in Paris lobte, war eine Zeichnung von Jean Auguste Dominique Ingres. Der Schüler der Akademie hatte ihm sein Bild Achill empfängt die Gesandten Agamemnons zur Begutachtung vorgelegt. Zurück in London arbeitete Flaxman einige Jahre, bis er 1810 an der Londoner Akademie einen Lehrstuhl für Plastik angeboten bekam. Der schweizerische Maler Johann Heinrich Füssli bezeugte ausdrücklich die Beliebtheit von Flaxmans Vorlesungen und Seminaren.
1796 engagierte sich Flaxman auch in der Lyrik. Für seine Ehefrau verfasste er Gedichte, die er auch selbst illustrierte. Meistens war er aber als Bildhauer tätig. Neben den Kollegen Louis Roubiliac, Sir Francis Chantrey oder Richard Westmacott konnte er sich mühelos behaupten. Für den Maler George Romney fertigte er in dessen Auftrag viele Abdrücke von Antiken.
Seit 1809 war er korrespondierendes Mitglied der Königlich Niederländischen Akademie der Wissenschaften.
Mit 71 Jahren starb Flaxman am 7. Dezember 1826 in London.

## Werke
- The basket. 1797.
- The knight with the blazing cross. 1796.
- La divina commedia di Dante Alighieri: cioè l’inferno, il purgatorio ed il paradiso. Vallardi, Milano 1819. (Digitalisat)
- John Flaxmans Illustrationen zur Odyssee
- John Flaxmans Illustrationen zur Divina Commedia von Dante